# Дойцен
Дойцен (нем. Deutzen) — бывшая коммуна в немецкой федеральной земле Саксония. 1 июля 2014 года вошла в состав общины Нойкирич.
Коммуна подчинялась административному округу Лейпциг и входила в состав района Лейпциг, подчиняясь управлению Регис-Брайтинген.  На 31 декабря 2013 года население составляло 1613 человек. Занимает площадь 6,61 км². Официальный код  —  14 3 79 120.